# Ligand cyclopentadiényle encombrant
En chimie organométallique, on appelle parfois ligand cyclopentadiényle encombrant — bulky cyclopentadienyl ligand en anglais — un dérivé de l'anion cyclopentadiényle de formule générale C5H5–nRn−, où n = 3 ou 4 et R est un groupe alkyle ramifié. Ce sont par exemple les dérivés tétraisopropyle C5H iPr4− et 1,2,4-tris(tert-butyle) C5H2tBu3−. Ces ligands sont si volumineux qu'ils forment des complexes ayant des propriétés différentes de leurs analogues à pentaméthylcyclopentadiényle C5Me5. En particulier, comme ils ne peuvent se rapprocher étroitement des atomes métalliques, ces ligands encombrants stabilisent les complexes haut spin, comme c'est le cas pour (C5H2tBu3)2Fe2I2. Ces ligands stabilisent également les dérivés fortement insaturés tels que (C5H2tBu3)2Fe2N2.
- C5H iPr4H.
- C5H2tBu3H.
- C5Me5H.

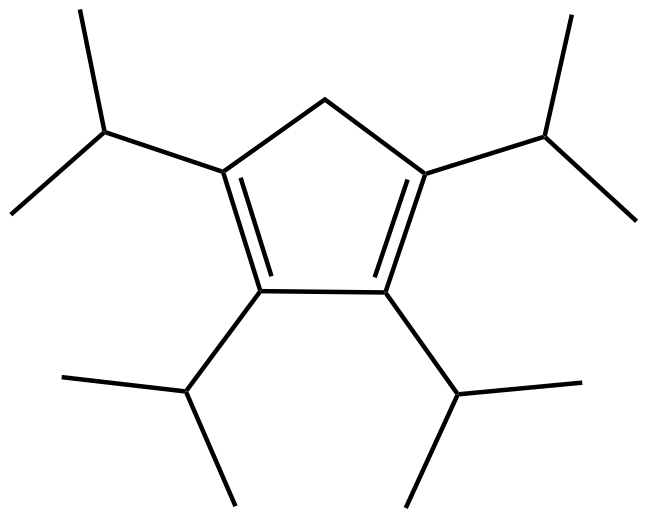
.
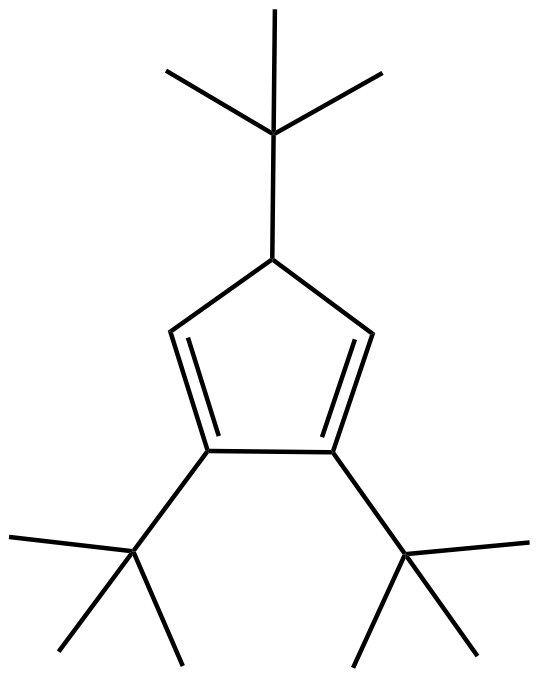
.
.

On peut obtenir l'anion C5H2tBu3− par alkylation de cyclopentadiène avec du bromure de tert-butyle (CH3)3CBr en présence d'hydrure de sodium NaH et d'éther dibenzo-18-couronne-6. L'intermédiaire de cette synthèse est le di-tert-butylcyclopentadiène, obtenu facilement par alkylation du cyclobutadiène avec du bromure de tert-butyle en condition de transfert de phase,.
Le complexe nitrido (tBu3C5H2)2Fe2N2 est un exemple de complexe exotique rendu possible par ces ligands encombrants. Contrairement au dichlorure de (pentaméthylcyclopentadiényl)iridium dimérique (C5Me5)2Ir2Cl4, le dichlorure de (tris-tert-butylcyclopentadiényl)iridium (tBu3C5H2)IrCl2 est monomérique.

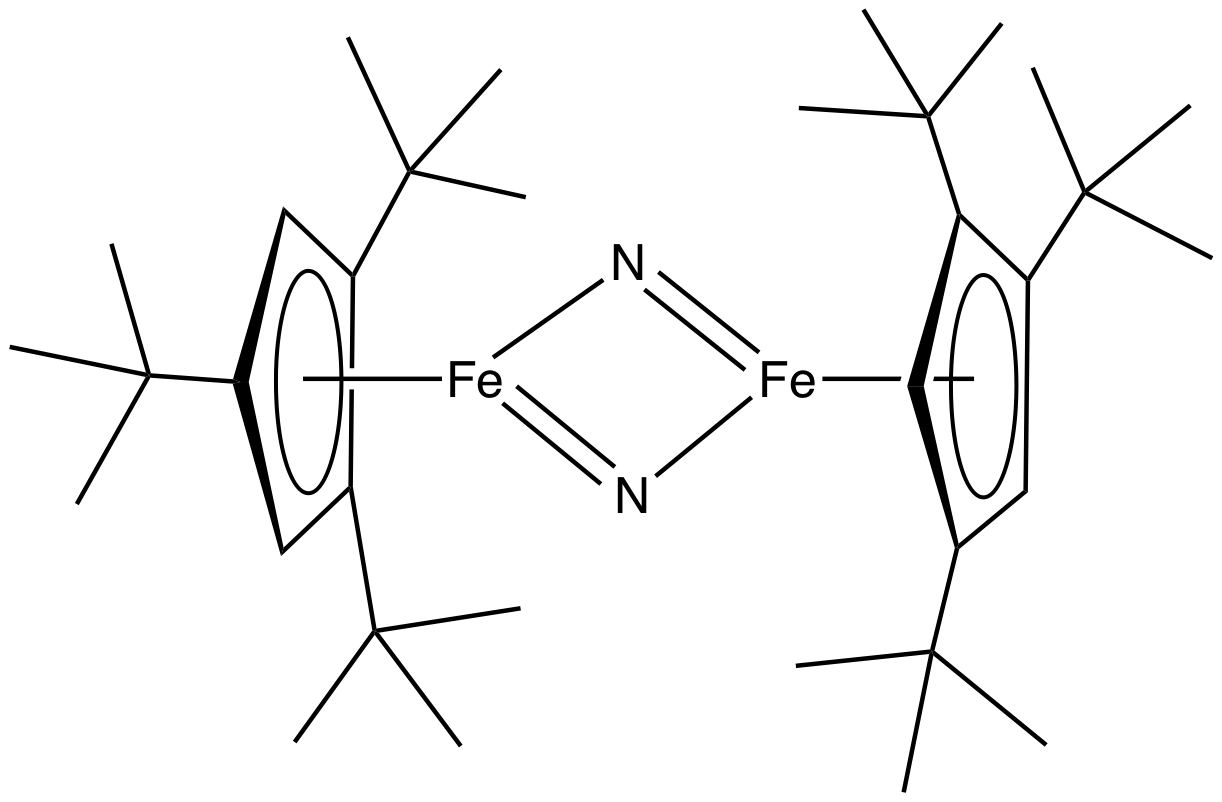
Complexe.

- Complexe (tBu3C5H2)2Fe2N2.